# Karmelit
| Karmelit in der Bergstation Gan haʾEm, 2007 |             |                                                     |                                                     |
| Streckenlänge: | ≈ 1,8 km    |                                                     |                                                     |
| Spurweite: | 1980 mm     |                                                     |                                                     |
| |             |                                                     |                                                     |
| Eröffnung: | 1959 / 1992 |                                                     |                                                     |
| Stationen: | 6           |                                                     |                                                     |
| Streckenverlauf |             |                                                     |                                                     |
| \| \| \| ʿIr Tachtit / עיר תחתית ‚Unterstadt‘ \| \| \| \| Hadar – ʿIrijjah / הדר – עִירִיָּה ‚Hadar – Rathaus‘ \| \| \| \| haNeviʾim / הנביאים ‚Propheten[straße]‘ \| \| \| \| Ausweichstelle in der Streckenmitte \| \| \| \| Massada / מצדה Metzadah \| \| \| \| Golomb / גולומב ‚Golomb[allee]‘ \| \| \| \| Merkaz ha-Karmel / מרכז הכרמל ‚Zentrum des Karmels‘ \| |             |                                                     |                                                     |
| U-Bahn-Kopfbahnhof Streckenanfang (im Tunnel) |             | ʿIr Tachtit / עיר תחתית ‚Unterstadt‘                | ʿIr Tachtit / עיר תחתית ‚Unterstadt‘                |
| U-Bahn-Haltepunkt / Haltestelle (im Tunnel) |             | Hadar – ʿIrijjah / הדר – עִירִיָּה ‚Hadar – Rathaus‘    | Hadar – ʿIrijjah / הדר – עִירִיָּה ‚Hadar – Rathaus‘    |
| U-Bahn-Haltepunkt / Haltestelle (im Tunnel) |             | haNeviʾim / הנביאים ‚Propheten[straße]‘             | haNeviʾim / הנביאים ‚Propheten[straße]‘             |
| |             | Ausweichstelle in der Streckenmitte                 |                                                     |
| U-Bahn-Haltepunkt / Haltestelle (im Tunnel) |             | Massada / מצדה Metzadah                             | Massada / מצדה Metzadah                             |
| U-Bahn-Haltepunkt / Haltestelle (im Tunnel) |             | Golomb / גולומב ‚Golomb[allee]‘                     | Golomb / גולומב ‚Golomb[allee]‘                     |
| U-Bahn-Kopfbahnhof Streckenende (im Tunnel) |             | Merkaz ha-Karmel / מרכז הכרמל ‚Zentrum des Karmels‘ | Merkaz ha-Karmel / מרכז הכרמל ‚Zentrum des Karmels‘ |

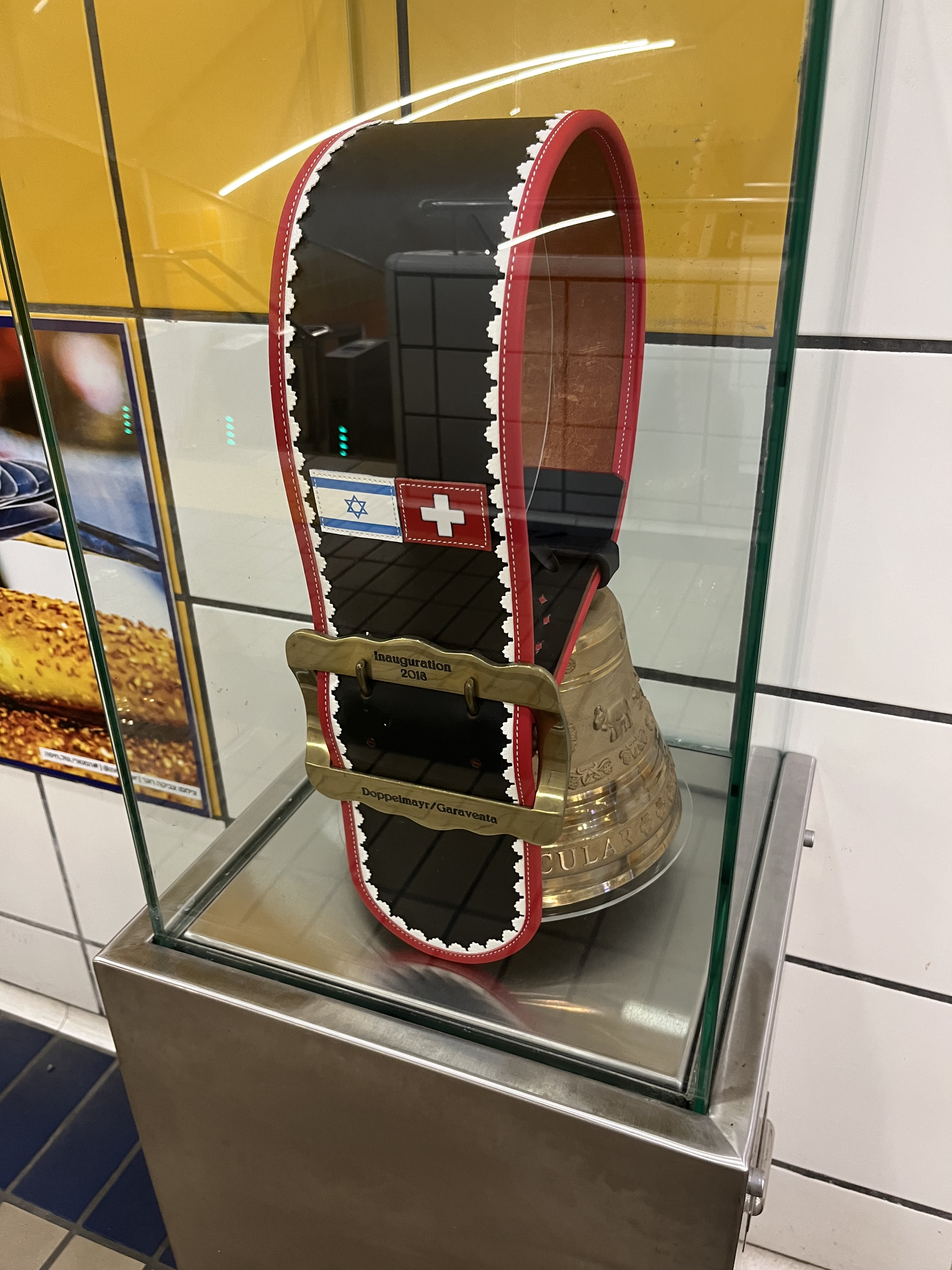
Geschenk zur Eröffnung 2018

Die Karmelit (hebräisch כַּרְמְלִית, arabisch كرمليت) ist eine U-Bahn in Haifa, die einzige in Israel. Betreiber ist die HaCarmelit Haifa Ltd.

## Geschichte
Der Name der U-Bahn ist vom Karmelgebirge abgeleitet, in dessen Nordhang der Tunnel der Karmelit verläuft. Gebaut wurde die Bahn 1956–1959 von den französischen Firmen Compagnie Dunkerquoise d'Entreprises und Société d’Études de Transports et de Communications, beraten vom Métro-Ingenieurbüro der RATP. Die Fahrzeuge lieferte die Firma Brissonneau et Lotz. Am 6. Oktober 1959 wurde der Betrieb aufgenommen.
Nachdem die Anlage technisch überaltert war, wurde sie 1986 geschlossen, renoviert und mit neuen Zügen im September 1992 wiedereröffnet. Seitdem stammt der elektrische Teil der Anlage von der Frey AG Stans, Schweiz, die Fahrzeuge von Doppelmayr/Garaventa, Österreich. Zum 1. Januar 2017 wurde die Karmelit in den Verkehrsverbund von Haifa integriert.
Am 4. Februar 2017 geriet einer der beiden Züge, der während der verkehrsfreien Zeit des Schabbat in der Station Kikkar Paris (כִּכָּר פַּרִיז ‚Pariser Platz‘, seit 2018 ʿIr Tachtit) abgestellt war, in Brand. Dabei wurden drei Wagen und die Infrastruktur schwer beschädigt. Daraufhin ruhte der Verkehr.
Die beiden neuen Fahrzeuge wurden wieder von Doppelmayr/Garaventa geliefert und können jeweils 264 Fahrgäste (davon 48 auf Sitzplätzen) befördern. Der erste der Züge wurde Anfang Juni 2018 vom Werk ausgeliefert. Die Züge sind mit 28 km/h unterwegs und benötigen einschließlich der Zwischenhalte 10 Minuten für die Strecke, die Vorgängerzüge schafften das in sechs Minuten. Im Oktober 2018 erfolgte die Wiedereröffnung.

## Infrastruktur
Die Karmelit verkehrt auf nur einer Strecke von etwa 1,8 km Länge, die sechs Stationen bedient. Damit ist sie eine der kürzesten Untergrundbahnen der Welt. Nur die Istanbuler Tünel und die Dorfbahn Serfaus in Österreich sind kürzer. Eine vergleichbare Länge hatte die zwischenzeitliche Berliner U55. Die Karmelit überwindet einen Höhenunterschied von etwa 275 m auf ihrer kurzen Strecke, was zu einer mittleren Steigung von ungefähr 15 % führt. Sie wurde deshalb als Standseilbahn ausgeführt. Die beiden Züge sind an einem Stahlseil befestigt, über das sie bewegt werden und gegenseitig ihr Eigengewicht ausgleichen. Die Karmelit verkehrt, wie die meisten Standseilbahnen, auf eingleisiger Strecke mit einer Ausweichstelle in der Mitte.

## Verkehr
Auf der Strecke verkehren zwei Züge mit je zwei Wagen gegenläufig. Die Fahrzeit über die gesamte Streckenlänge beträgt zwölf Minuten. Im innerstädtischen Verkehr spielt die Karmelit mit 700.000 Reisenden pro Jahr eine vergleichsweise geringe Rolle, da sie am Rand der heutigen städtischen Zentren verläuft und in das öffentliche Bussystem von Egged nicht eingebunden war. Mit dem Beitritt zum Verkehrsverbund wird eine Verdoppelung der Fahrgäste erwartet. Ihre Bedeutung könnte sich auch mit der Inbetriebnahme des Spurbussystems Metronit verbessern, das an der Haltestelle ʿIr Tachtit (Kikkar Paris) mit der Karmelit verknüpft werden soll.

## Umbenennung einiger Stationen 2018
Im Jahre 2018 wurden einige Stationen umbenannt. Die obere Endstation heißt seither Merkaz ha-Karmel (מֶרְכַּז הַכַּרְמֶל ‚Zentrum des Karmels‘) statt Gan haʾEm (גַּן הָאֵם ‚Garten der Mutter‘). Die nächste Station erhielt den Namen Golomb (גּוֹלוֹמְבּ, nach den nahen Sderot Elijahu Golomb), nachdem sie von 2003 bis 2018 Bnei Zijjon (בְּנֵי צִיּוֹן ‚Söhne Zions‘) geheißen hatte. Die vorletzte Station vor dem Endbahnhof unten trägt den geänderten Namen Hadar – ʿIrijjah (הָדָר – עִירִיָּה nach dem Stadtteil Hadar haKarmel und dem Rathaus), nachdem die vormals namengebende Baufirma Solel Boneh (סוֹלֵל בּוֹנֶה) umzog und ihre nahe Hauptverwaltung verkauft hatte. Die Endstation in der Unterstadt ist nunmehr nach eben dieser als ʿIr Tachtit (עִיר תַּחְתִּית) benannt statt nach dem nahen Kikkar Paris.